# La Xirgu
La Xirgu és un telefilm català del 2016 dirigit per Sílvia Quer amb guió de Margarita Melgar, produït per Distinto Films per a Televisió de Catalunya. Ha estat doblada al català i emesa per TV3 el 30 de juny de 2016.

## Sinopsi
Narra les dificultats que va tenir Margarita Xirgu, l'actriu musa de Federico García Lorca, aleshores desconegut com a dramaturg, per a l'estrena de l'obra Mariana Pineda a Barcelona el 1927 durant la Dictadura de Primo de Rivera a causa de la temàtica llibertària que narra la peça. Malgrat les amenaces de presó contra l'equip i els intents de censura de les autoritats, ella continua endavant. Tanmateix, quan el seu amic i mentor, Valle-Inclán, també s'oposa perquè no vol arriscar la seva reputació, i el propi Federico dubta de la seva obra, serà ella qui decideixi si tira endavant la representació o no.

## Repartiment
- Laia Marull...Margarida Xirgu
- Fran Perea... Federico García Lorca
- Luis Zahera...	Valle Inclán
- Pere Ponce... Faustino Borrades
- Pau Durà	... Miguel Ortín
- Míriam Iscla	... Natàlia
- Antonio Dechent... Periodista
- Marc Rodríguez... Cambrer
- Ledicia Sola	... Josefina
- Lúa Testa ...	Flavia
- Boris Ruiz...	Comissari Ribelles

## Nominacions i premis
Va guanyar el premi ASECAN a la millor pel·lícula de televisió i el premi a la millor actriu (Laia Marull) al Zoom Festival Internacional de Ficció Televisiva. També fou nominada al Gaudí a la millor pel·lícula per televisió i a la Nimfa d'Or del Festival de Televisió de Montecarlo.